# Departamento de Cartago
El departamento de Cartago es un extinto departamento de Colombia. Fue creado el 5 de agosto de 1908, siendo parte de las reformas administrativas del presidente de la república Rafael Reyes respecto a división territorial. El departamento duró poco, pues el mismo Reyes lo suprimió el 31 de agosto del mismo año por medio del decreto 916, y los municipios que lo conformaban fueron anexados a los departamentos de Manizales (Armenia, Calarcá, Filandia, Circasia y los de la hoya del Quindío) y Buga (el municipio de Cartago y demás que están ubicados al norte del actual Valle del Cauca).

## División territorial
El departamento con capital Cartago estaba conformado de los municipios que formaban las provincias de Marmato y Robledo, del extinguido departamento de Caldas, y la provincia del Quindío del extinguido departamento del Cauca, por los límites de aquel entonces.
Las tres provincias estaban conformadas así:
- Provincia del Quindío: Cartago (capital), Armenia, Circasia, Calarcá, La Victoria, Salento, María (Villamaría), La Unión y Toro;

- Provincia de Robledo: Pereira (capital), Santa Rosa de Cabal, San Francisco (Chinchiná) y Segovia (Marsella);

- Provincia de Marmato: Riosucio (capital), Apía, Anserma, Marmato, Quinchía, Supía y San Clemente.

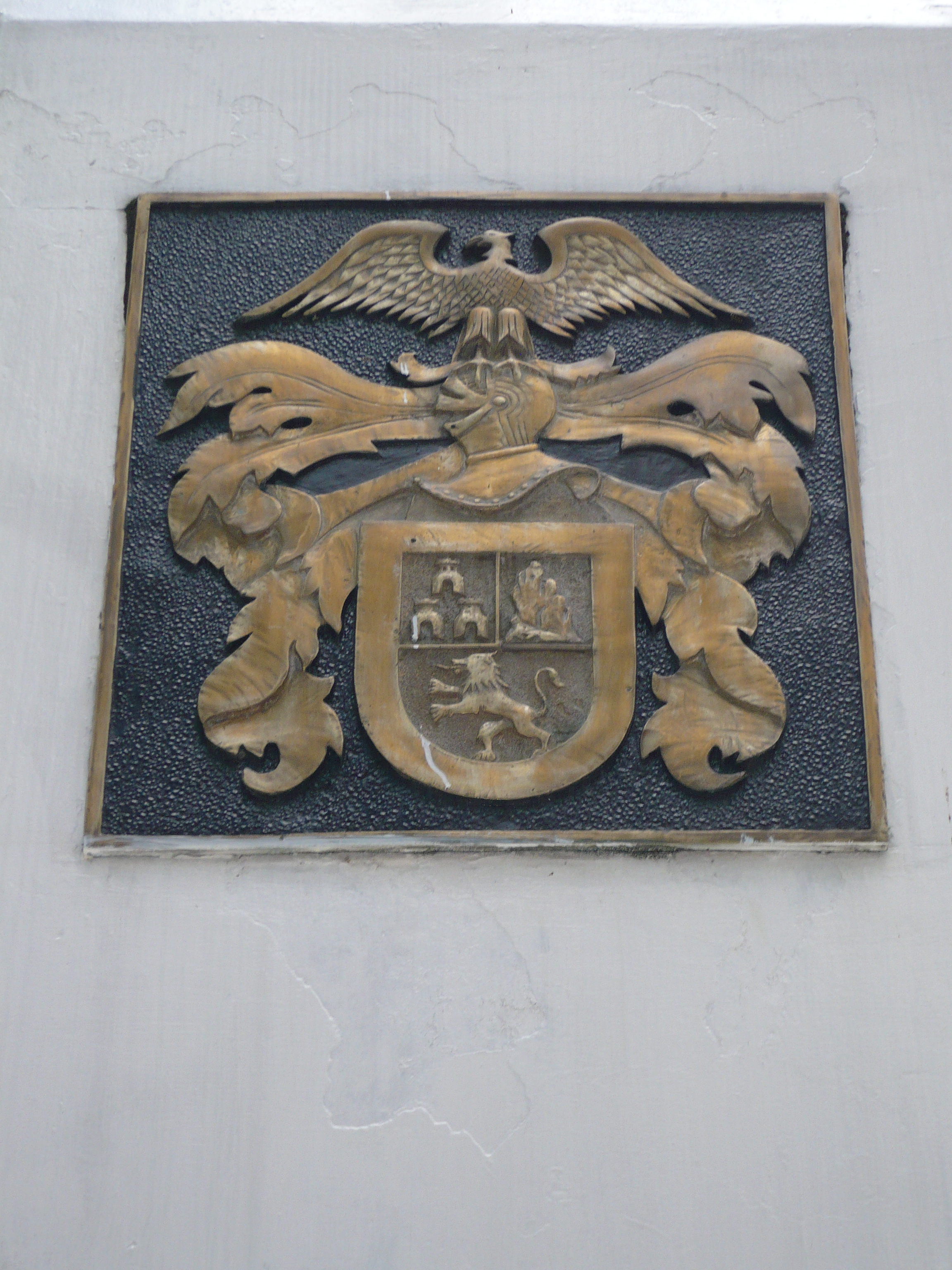
Escudo de Armas del Mariscal Jorge Robledo. Monumento al Mariscal Robledo, Parque La Isleta. Cartago, Valle, Colombia.